# Sadismo (film)
Sadismo (Performance) è un film del 1970 diretto da Donald Cammell e Nicolas Roeg.
I due protagonisti sono interpretati da James Fox e Mick Jagger, quest'ultimo al suo debutto come attore. Girato nel 1968, il film non fu distribuito fino al 1970.

## Trama
Chas è un sadico, misogino e violento membro di una banda di delinquenti dell'East London capeggiata da Harry Flowers. Chas disobbedisce agli ordini di Flowers che gli aveva intimato di non lasciarsi coinvolgere nell'acquisizione di un negozio di scommesse di proprietà di Joey Maddocks, un vecchio nemico d'infanzia con il quale Chas ha un "conto in sospeso". Come ritorsione, Maddocks e un compare assalgono e torturano Chas nel suo appartamento, ma egli riesce a ribaltare la situazione, uccidendo Maddocks. Chas è costretto a mettersi in fuga, dalla polizia e dai suoi ex colleghi. Venuto a conoscenza che un inquilino musicista è stato sfrattato per mancato pagamento da un appartamento perfetto per nascondersi, situato nello scantinato di una casa di proprietà di un tale di nome Turner, si ingrazia i favori della bella Pherber, una delle inquiline, e si trasferisce nella casa.
Turner è una specie di recluso, un'eccentrica ex rockstar che dice di aver "smarrito il suo demone" e che abita insieme a due sue amiche, Pherber e Lucy, con le quali si diverte a praticare un ménage à trois bisessuale. In un primo momento, Chas è schifato dalla promiscuità sessuale di Turner, e Turner vorrebbe ridargli indietro l'anticipo per l'affito da lui pagato e cacciarlo via, ma ben presto i due iniziano ad influenzarsi a vicenda e ad entrare in sintonia. Chas fa l'amore con Pherber, e durante l'amplesso egli dà segno delle sue tendenze omofobe. Pherber e Turner percepiscono il conflitto interiore presente in Chas e per aiutarlo ad aprirsi gli danno, a sua insaputa, delle droghe allucinogene. Dopo quella sera Chas si apre e sembra aver sconfitto i suoi tormenti psicologici. Inizia quindi una relazione con Lucy.
Alla fine del film, Turner è ucciso con un colpo di pistola da Chas, e Pherber è vista per l'ultima volta nascosta in un armadio. Chas sembra accettare di essere riaccolto e perdonato dal suo ex boss Harry Flowers, che lo accoglie insieme a Rosie, un altro dei suoi scagnozzi. Si capisce però che essi hanno intenzione di ucciderlo. Mentre la macchina riparte, la faccia che vediamo attraverso il finestrino è ambigua: potrebbe essere Chas o potrebbe essere Turner.

## Colonna sonora
Per la colonna sonora del film venne registrato un disco dal titolo Performance. L'album venne pubblicato il 19 settembre 1970 dalla Warner Bros. Il disco vede la presenza di numerosi musicisti di fama come Randy Newman, Merry Clayton, Ry Cooder, Jack Nitzsche, Buffy Sainte-Marie, The Last Poets e Mick Jagger.
Dall'album venne estratto il singolo promozionale Memo from Turner (B-side lo strumentale Natural Magic) che raggiunse la posizione numero 32 in classifica nel Regno Unito.

### Tracce
Lato 1
1. Gone Dead Train (Randy Newman) - 2:56
2. Performance (Merry Clayton) - 1:49
3. Get Away (Ry Cooder) - 2:09
4. Powis Square (Ry Cooder) - 2:25
5. Rolls Royce and Acid (Jack Nitzsche) - 1:50
6. Dyed, Dead, Red (Buffy Sainte-Marie) - 2:35
7. Harry Flowers (Nitzsche-Newman) - 4:03

Lato 2
1. Memo from Turner (Mick Jagger) - 4:08
2. Hashishin (Buffy Sainte-Marie & Ry Cooder) - 3:39
3. Wake Up, Niggers (The Last Poets) - 2:47
4. Poor White Hound Dog (Merry Clayton) - 2:50
5. Natural Magic (Jack Nitzsche) - 1:40
6. Turner's Murder (Merry Clayton Singers) - 4:15

### Crediti
- Musica originale composta da Jack Nitzsche
- Direttore d'orchestra: Randy Newman
- Mick Jagger, Merry Clayton, Buffy Sainte-Marie: voce
- Bernard Krause: sintetizzatore Moog
- Ry Cooder: chitarra
- Amiya Dasgupta: sitar
- Lowell George: chitarra
- Milt Holland: batteria e percussioni
- Gene Parsons: batteria e chitarre
- Russ Titelman: percussioni
- Bobby West: basso

## Riconoscimenti
Nel 1999 il British Film Institute l'ha inserito al 48º posto della lista dei migliori cento film britannici del XX secolo.

## Critica
Al suo debutto nei cinema, il film ricevette recensioni controverse. La maggior parte della critica si focalizzò sugli elementi sessuali presenti nell'opera. Un recensore (Richard Schickel) così descrisse la pellicola: «Il film più inutile che mi sia capitato di vedere da quando faccio il critico cinematografico».
Durante gli anni settanta e ottanta, Sadismo si è gradualmente guadagnato la fama di "cult movie", principalmente grazie alla sua atmosfera "malata" molto tardi anni sessanta e alla presenza di Jagger, ai tempi all'apice della fama. Inoltre, negli anni novanta il film ebbe una rivalutazione completa da parte della critica.